# توتشارو سوكولوف
توتشارو سوكولوف مواليد 1 مارس 1984 في جمهورية مقدونيا، هو لاعب كرة سلة بلغاري. بدأ مسيرته الاحترافية في سنة 1998. لعب مع نادي سيدفيتا لكرة السلة في موسم 2002–2003، ثم لعب مع أتليتيكو كلوب دي برتغال في موسم 2004–2005، ثم لعب مع سي إس يو بلويشت في سنة 2008.

## روابط خارجية
- توتشارو سوكولوف على موقع كرة السلة الأوروبية.كوم (الإنجليزية)
- توتشارو سوكولوف على موقع ريلجم (الإنجليزية)
- توتشارو سوكولوف على موقع بروبوليرز (الإنجليزية)